# Dire Straits
A Dire Straits egy brit rockegyüttes volt, amelyet Mark Knopfler énekes-gitáros alapított 1977-ben. Az első formáció további tagjai voltak: David Knopfler (gitár), John Illsey (basszusgitár) és Pick Withers (dob). Bár az együttes a punk fénykorában alakult, mégis a klasszikus rockzene keretein belül működtek, olyan lecsupaszított hangzással, amely a modern, az arena rock túlprodukáltságába beleunt hallgatóközönségnek szólt. David és Mark a korai időszakukban a kocsmatulajdonosokat megkérték, vegyék le az együttes hangerejét, hogy a közönség tudjon egymással beszélgetni, miközben az együttes játszik – ez a fajta félrehúzódó magatartás szokatlan volt a rockzenében, ennek ellenére hamar sikeressé váltak világszerte. Több mint 120 millió lemezt adtak el, így minden idők egyik legsikeresebb együttese.
Az együttes legismertebb slágerei: Sultans of Swing, Romeo and Juliet, Private Investigations, Money for Nothing, Walk of Life és Brothers in Arms.

## Történet

### Korai évek
1978-ban a Basing Street stúdióban (a mai Sarm West stúdió) vették fel az első albumukat, a Dire Straits-et, összesen 12 500 font költséggel. Az Angliában a Phonogram gondozásában megjelent anyag felkeltette az amerikai Warner Bros. kiadó egyik munkatársának, Karin Bergnek a figyelmét. Ő úgy érezte, hogy ez a fajta zene sikeres lehet Amerikában, de a vezetőségből csak egy ember értett egyet vele. Angliában is nehézkes volt az indulás, mert a dalaik nem kaptak rádióidőt. A Warner vezetőségét végül mégis sikerült meggyőzni, és az album később platinalemez lett. A lemezről kivett Sultans of Swing kislemez is meglepően sikeres lett, Amerikában a 4., Angliában a 8. helyet érte el a slágerlistán.
1979-ben megjelent második albumuk, a Communiqué. Az előző albumhoz hasonló lecsupaszított, klasszikus rockzene jellemezte. Ezektől az évektől kezdett az együttes felállása szinte folyamatosan változni, csak két alapító tag, Mark Knopfler és John Illsey tartott ki egészen 1993-ig.

### 1980–1984
1980-ban megjelent a harmadik albumuk, a Making Movies. Ez továbblépés volt az egyszerűbb rockzenétől a bonyolultabb zenei szerkesztés és produkció felé, amely tendencia egészen az 1990-es évekig jellemző volt rájuk. A lemezről a Romeo and Juliet és a Tunnel of Love című dalok legnagyobb slágereik közé számítanak. David Knopfler az album felvételei közben lépett ki az együttesből, hogy szólókarrierbe kezdjen, a helyét a ritmusgitáros poszton Sid McGinnis foglalta el, így tudták befejezni az albumot. Bár Mark később gitározott testvére szólólemezének felvételén, az évek folyamán sosem tudtak teljesen kibékülni. Az albumon továbbá zenélt Roy Bittan billentyűs, Bruce Springsteen E Street Bandjéből.
Az 1982-es Love over Gold felvételekor csatlakozott a felálláshoz a billentyűs Alan Clark és a gitáros Hal Lindes. Ez volt az első Dire Straits-album, amelynek a producere Knopfler volt. Az album fő slágere a Private investigations volt, amely a második helyet érte el az angol slágerlistán, annak ellenére, hogy majd hét perc hosszú volt – ez volt az első ottani Top 5-ös kislemezük. Más világrészeken az Industrial Disease című daluk volt sikeres, különösen Kanadában, ahol bekerült a Top 10-be.
Kicsivel az album kiadása után Pick Withers dobos kilépett az együttesből, hogy beindítsa jazzkarrierjét, helyére Terry Williams került a Rockpile együttesből.
1983-ban egy négydalos EP-t jelentettek meg ExtendedancEPlay címen, amelyről a Twisting by the Pool című dal lett sláger. Ezt követte a dupla koncertalbumuk, az 1984-es Alchemy: Dire Straits Live. Ez idő tájt írta Knopfler a Local Hero és a Cal című filmek zenéjét, ezek szólókarrierjének legnagyobb sikerei közé tartoznak.

### 1985–1993
1985-ben jelent meg legsikeresebb albumuk, a Brothers in Arms, ami jó néhány slágert tartalmazott, mint pl.: Brothers in Arms, Money for Nothing vagy a Walk of Life. A lemez felvételei Montserrat szigetén készültek. A lemez érdekessége, hogy az egyik első CD-n kiadott album volt, a Walk of Life maxilemez pedig a legelső maxi-CD.
Az ezt követő turné szinte egyetlen világ körüli versenyfutás volt: 366 nap alatt 200 koncertet adtak Európa (nem utolsósorban Kelet-Közép-Európa), Észak-Amerika és Ausztrália/Új Zéland stadionjaiban. A turné során járt a Dire Straits először és utoljára Magyarországon: négy egymást követő este sikerült megtölteniük a Budapest Sportcsarnokot.
Több szövegük erőszak- és apartheidellenes gondolatokat is tartalmazott, 1988-ban pedig részt is vettek a Nelson Mandela kiszabadításáért szervezett koncerten Londonban.
Mark countrysabb évei után (fellépések és lemezek a legendás Chet Atkinsszel, valamint a Notting Hillbillieszel) 1991-ben újra stúdióba vonultak, és felvették hatodik sorlemezüket, az On Every Street albumot. A különböző stílusokat ötvöző album nem lett olyan sikeres, mint elődje, az azt követő turnét mégis telt házas koncertek sora jellemezte Európában és Észak-Amerikában.
Ezt követően az együttes már nem állt össze, Mark pedig első szólóalbuma megjelenése előtt bejelentette, hogy a Dire Straits megszűnt.

### Napjainkban
2017. március 29-én a Papp László Budapest Sportarénában egy új formációban adtak koncertet Dire Straits Experience néven, ahol a régi és új tagok a következő felállásban játszottak: Chris White (szaxofon), Terence Reis (ének, gitár), Ralph Salmins (dob), Mick Feat (basszusgitár), Andy Caine (gitár), Tim Walters (gitár), Paddy Milner (billentyűs).

## Magyarul
- Lunkán Katalinː Szving szultánok. Végszükségből világsiker. A Dire Straits története; Aposztróf, Bp., 2011